# Mercedes Sosa
Haydée Mercedes Sosa (phát âm tiếng Tây Ban Nha: [meɾˈseðes ˈsosa]; 9/7/1935 – 4/10/2009), đôi khi còn có nghệ danh La Negra (nghĩa đen tiếng Anh: The Black One), là nữ ca sĩ người Argentina.

## Thời thơ ấu
Sosa sinh năm 1935 tại San Miguel de Tucumán, tỉnh Tucumán, phía tây bắc Argentina. Năm 1950, khi ở tuổi 15, bà giành chiến thắng trong một cuộc thi ca hát do đài radio địa phương tổ chức và được ký hợp biểu diễn trong vòng 2 tháng. Album đầu tay của bà, La Voz de la Zafra, ra mắt năm 1959.